# ياسين بخاري
ياسين بخاري (مواليد 9 يونيو 1986 في البرواقية) هو لاعب كرة قدم جزائري لعب لاتحاد بلعباس في الرابطة الجزائرية المحترفة الثانية لكرة القدم.  توج مع منتخب الجزائر تحت 23 سنة.

## روابط خارجية
- ياسين بخاري على موقع قاعدة بيانات كرة القدم.إي يو (الإنجليزية)